# أرباتشايي (تكاب)
أرباتشايي هي قرية في مقاطعة تكاب، إيران. يقدر عدد سكانها بـ 194 نسمة بحسب إحصاء 2016.